# Cantone di Massy
Il Cantone di Massy è una divisione amministrativa dell'Arrondissement di Palaiseau.
È stato costituito a seguito della riforma approvata con decreto del 24 febbraio 2014, che ha avuto attuazione dopo le elezioni dipartimentali del 2015.

## Composizione
Comprende i seguenti 2 comuni:
- Chilly-Mazarin
- Massy